# 알제리의 세계유산

알제리의 세계유산은 세계유산 위원회를 거쳐 유네스코 세계유산에 등재된 알제리의 세계유산을 일컫는다. 알제리는 1974년 6월 24일 유네스코 협약에 비준한 이래, 6건의 문화유산과 1건의 복합유산을 보유하고 있다.

## 목록

### 문화유산
| No. | 사진 | 등록명                | 소재지       | 등록년도 | 등록기준      | 유네스코 지정번호 | 비고 |
| 1   |      | 베니 하마드 요새 도시 | 음실라주     | 1980년   | (ⅲ)           | 102               |      |
| 2   |      | 음자브 계곡           | 가르다이아주 | 1982년   | (ⅱ), (ⅲ), (ⅳ) | 188               |      |
| 3   |      | 제밀라                | 세티프주     | 1982년   | (ⅲ), (ⅳ)      | 191               |      |
| 4   |      | 티파자                | 티파자주     | 1982년   | (ⅲ), (ⅳ)      | 193               |      |
| 5   |      | 팀가드                | 바트나주     | 1982년   | (ⅱ), (ⅲ), (ⅳ) | 194               |      |
| 6   |      | 알제의 카스바         | 알제주       | 1992년   | (ⅱ), (ⅳ)      | 565               |      |

### 복합유산
| No. | 사진 | 등록명       | 소재지                | 등록년도 | 등록기준          | 유네스코 지정번호 | 비고 |
| 1   |      | 타실리나제르 | 일리지주 타만라세트주 | 1982년   | (ⅰ), (ⅲ) (ⅶ), (ⅷ) | 179               |      |

## 지역별 분포
문화유산
 자연유산
 복합유산